# Potassic-cloro-hastingsite
La potassic-cloro-hastingsite (simbolo IMA: Pchst) è un raro minerale del supergruppo dell'anfibolo, all'interno del quale viene collocato nel "gruppo degli anfiboli con W(OH,F,Cl)-dominante" e da lì al sottogruppo degli anfiboli di calcio dove occupa un posto nel "gruppo contenente la radice hastingsite nel nome"; essendo un anfibolo, appartiene agli inosilicati e pertanto alla famiglia minerale dei "silicati", e possiede composizione chimica KCa2(Fe2+4Fe3+)(Si6Al2)O22Cl2.
La potassic-cloro-hastingsite è definita con:
- potassio dominante nella posizione A
- ione ferro bivalente nella posizione C
- cloro dominante nella posizione W.

## Etimologia e storia
La potassic-cloro-hastingsite fu originariamente chiamata dashkensanite nel 1936; la dashkenasite fu scoperta nel 1936 da G.A. Krutov in campioni provenienti dal giacimento di ferro e cobalto di Dashkesan, Caucaso Minore, Azerbaigian e riconosciuta come membro della famiglia degli anfiboli con prevalenza di cloro rispetto al gruppo ossidrilico (OH) e di potassio rispetto al sodio, ma non è stata più accettata dal 1978 poiché venne considerata una varietà di anfibolo ricca di cloro e potassio. In seguito è stata declassata a varietà di hastingsite nel 1978. Fu riconvalidata in seguito agli studi di revisione effettuati sul campione tipo che hanno permetto di confermare il minerale come una specie a sé stante e quindi nel 1998 è stata sottoposta all'Associazione Mineralogica Internazionale (IMA) la proposta di nuova convalidazione. Nel 2005 è stata rinominata cloro-potassichastingsite e ha subìto un altro cambio di nome nel 2012, quando gli anfiboli sono stati riclassificati e la loro nomenclatura rivista.

## Classificazione
La classica nona edizione della sistematica dei minerali di Strunz, aggiornata dall'Associazione Mineralogica Internazionale (IMA) fino al 2009, elenca la potassic-cloro-hastingsite con il nome cloro-potassichastingsite nella classe "9. Silicati (germanati)" e da lì nella sottoclasse "9.D Inosilicati"; questa viene suddivisa più finemente in base alla struttura del minerale, in modo tale che la potassic-cloro-hastingsite possa essere trovata nella sezione "9.DE Inosilicati con catene doppie di periodo 2, Si4O11; clinoanfiboli" dove forma il sistema nº 9.DE.10.
Tale classificazione viene in piccola parte rivista nell'edizione successiva, proseguita dal database "mindat.org" e chiamata Classificazione Strunz-mindat, dove la potassic-cloro-hastingsite occupa i medesimi classe, sottoclasse e sezione della nona edizione, per poi venire smistata nel sistema nº 9.DE.15.
Nella Sistematica dei lapis (Lapis-Systematik) di Stefan Weiß la potassic-cloro-hastingsite si trova nella classe dei "silicati" e nella sottoclasse degli "inosilicati"; qui si trova nella sezione riservata ai minerali con struttura "[Si4O11] a due bande 6-; gruppo degli anfiboli; Ca2-anfiboli" dove forma il sistema nº VIII/F.10.
Anche la classificazione dei minerali secondo Dana, usata principalmente nel mondo anglosassone, elenca la potassic-cloro-hastingsite nella famiglia dei "silicati", qui è nella classe degli "inosilicati: catene doppie non ramificate, W=2" e nella sottoclasse degli "inosilicati: catene doppie non ramificate, configurazione anfibolo W=2" dove forma il "gruppo 2, Anfiboli di calcio" con il sistema nº 66.01.03a.

## Abito cristallino
La potassic-cloro-hastingsite cristallizza nel sistema monoclino nel gruppo spaziale C2/m (gruppo nº 12) con i parametri reticolari a = 9,964 Å, b = 18,31 Å, c = 5,351 Å e β = 105°, oltre ad avere 2 unità di formula per cella unitaria.

## Origine e giacitura
La potassic-cloro-hastingsite è stata scoperta come componente dello skarn di anfibolo associata ad actinolite, apatite, clorite, ematite, epidoto, magnetite, quarzo ed altri solfuri.
Il minerale è piuttosto raro ed è stato trovato in pochi siti sparsi per il mondo. La sua località tipo è il deposito di cobalto-ferro di "Daşkəsən" (o "Dashkesan" - 40.51126°N 46.07391°E) nell'omonimo distretto. Ritrovamenti anche nella miniera di "Kansanshi" nella provincia Nord-Occidentale dello Zambia; nel complesso di gneiss di "Yerila" nell'Australia Meridionale; nel meteorite marziano "Miller Range 03346" trovato in Antartide; nell'arcipelago di San Pietro e San Paolo; nella miniera "Fraser" in Ontario e nel lago Crescent nello Yukon (Canada); nella miniera di "O'Neil" (contea di Orange, Stato di New York); presso Zlatoust (oblast' di Čeljabinsk, Russia); nel meteorite "Northwest Africa 5790"; presso Sodankylä (in Lapponia, Finlandia).

## Forma in cui si presenta in natura
La potassic-cloro-hastingsite è stata trovata sotto forma di grossolani cristalli prismatici di dimensioni fino a 1,5 mm. Tali cristalli sono traslucidi, con lucentezza vitrea; il colore è nero verdastro o verde scuro, mentre il colore dello striscio è grigio verdastro.